# Mediastino
O mediastino é uma das três cavidades em que está dividida a cavidade torácica. É o espaço entre as regiões pleuropulmonares e se estende no sentido crânio-caudal da abertura torácica superior (ou anterior) ao diafragma.
O mediastino contém: o coração, as partes torácicas dos grandes vasos e outras estruturas importantes (por exemplo, as partes torácicas da traqueia, do esôfago, o timo, a parte do sistema nervoso autônomo e sistema linfático).
O mediastino compreende em um superior, acima do nível do pericárdio, e três divisões inferiores, denominadas anterior, média e posterior.
O mediastino médio contém o pericárdio e o coração.
O mediastino anterior está localizado anteriormente ao pericárdio e posteriormente ao corpo do esterno, sendo a menor subdivisão mediastinal.
O mediastino posterior está situado posteriormente ao pericárdio. Contém entre outras estruturas o esôfago e a aorta torácica.
O mediastino superior contém o esôfago e a traqueia posteriormente e anteriormente o timo e entre eles os grandes vasos relacionados ao coração e ao pericárdio
1. A mediastinoscopia é o procedimento cirúrgico que explora o mediastino superior.

2. A mediastinoscopia é utilizada como método diagnóstico de patologias tumorais e no estadiamento do carcinoma de pulmão.

## Limites
- Superior : Opérculo Torácico
- Inferior : Diafragma Torácico
- Anterior : Plano Esterno condrocostal interno
- Laterais : Pleuras mediastínicas
- Posterior : Coluna Torácica 

## Imagens adicionais

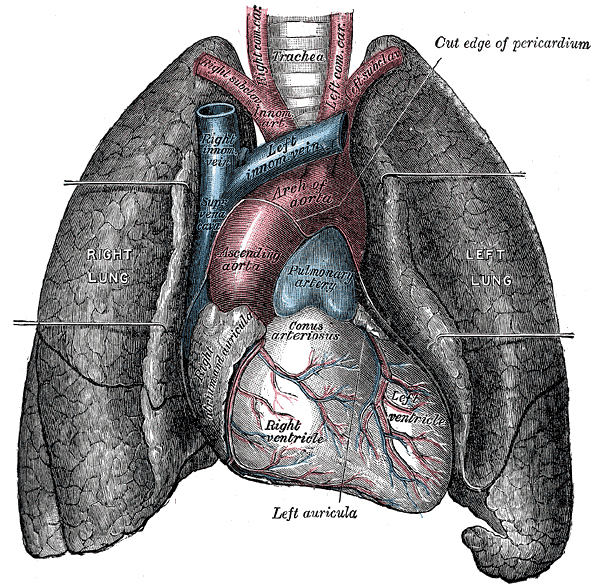
Coração e pulmões
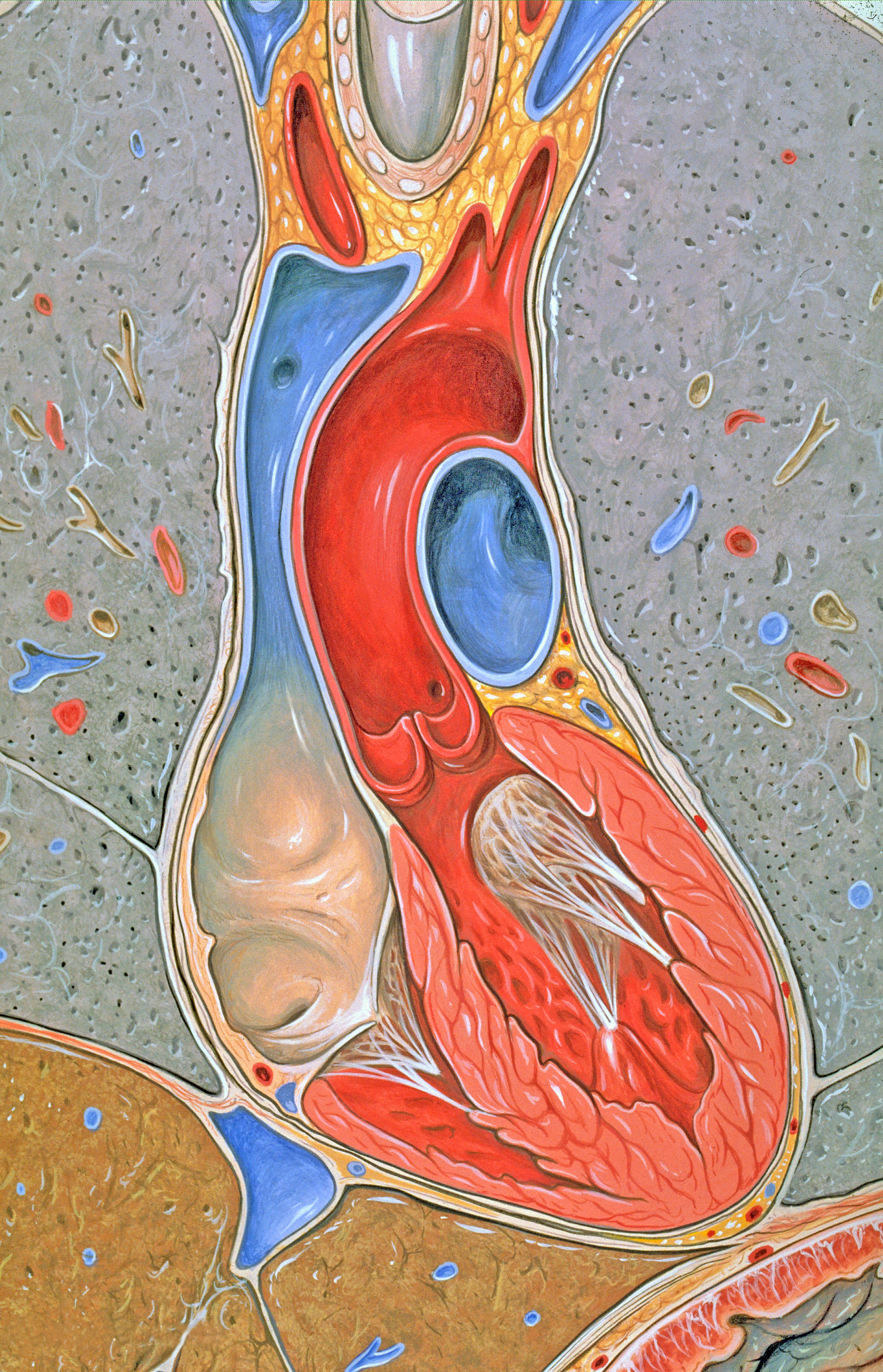
Corte coronal, mostrando o coração entre os pulmões no mediastino.